# Linyi (Shandong)
Linyi (kinesisk skrift: 临沂 ; pinyin: Línyí) er en by på præfekturniveau i provinsen Shandong i det østlige Kina. Præfekturet har et areal på 	17.187 km², og en befolkning på 10.260.000  mennesker (2007). 

## Administrative enheder
Linyi består af tre bydistrikter og ni amter:
- Bydistriktet Lanshan (兰山区), 660 km², 870.000 indbyggere;
- Bydistriktet Luozhuang (罗庄区), 371 km², 420.000 indbyggere;
- Bydistriktet Hedong (河东区), 728 km², 600.000 indbyggere;
- Amtet Tancheng (郯城县), 1.307 km², 970.000 indbyggere;
- Amtet Cangshan (苍山县), 1.800 km², 1,18 mill. indbyggere;
- Amtet Junan (莒南县), 1.752 km², 990.000 indbyggere;
- Amtet Yishui (沂水县), 2.435 km², 1,11 mill. indbyggere;
- Amtet Mengyin (蒙阴县), 1.602 km², 530.000 indbyggere;
- Amtet Pingyi (平邑县), 1.825 km², 980.000 indbyggere;
- Amtet Fei (费县), 1.894 km², 920.000 indbyggere;
- Amtet Yinan (沂南县), 1.774 km², 910.000 indbyggere;
- Amtet Linshu (临沭县), 1.038 km², 630.000 indbyggere.

## Trafik
Kinas rigsvej 205 passerer gennem området. Den begynder i Shanhaiguan i Hebei og ender i den sydlige del af   Shenzhen i provinsen Guangdong. Undervejs passerer den  blandt andet Tangshan, Tianjin, Zibo, Huai'an, Nanjing, Wuhu, Sanming, Heyuan og Huizhou.
Kinas rigsvej 206 passerer også gennem Linyi. Den løber fra kystbyen Yantai til kystbyen Shantou i provinsen Guangdong. Den løber gennem provinserne Shandong, Jiangsu, Anhui, Jiangxi og til slut Guangdong.
Kinas rigsvej 327 løber gennem området. Den fører Heze i Shandong til Lianyungang i  Jiangsu.